# Bowbells (Észak-Dakota)
Bowbells település az Amerikai Egyesült Államok Észak-Dakota államában, Burke megyében, melynek megyeszékhelye is. Lakosainak száma 301 fő (2020. április 1.).

## Népesség
A település népességének változása:

| 2010 | 336 |
| 2020 | 301 |